# 新潟県立中条工業高等学校
新潟県立中条工業高等学校（にいがたけんりつ なかじょうこうぎょうこうとうがっこう）とは、新潟県岩船郡荒川町にあった県立高等学校。2008年3月に閉校した。
校名に「中条」とあるが、北蒲原郡中条町（後の胎内市）ではなく、隣接する荒川町に校舎が立地していた。

## 沿革
- 1968年1月 - 新潟県より設立公示、設立事務所を中条町体育館に設置。
- 1968年3月 - 管理・普通教室棟・工業化学科実習室・特別教室棟竣工。以後実習棟等が竣工。
- 1968年4月1日 -　新潟県立中条工業高等学校として、4学級で開校。
- 1971年3月 - 第1回卒業式、機械科実習棟・体育館竣工（校舎建築工事終了）。
- 1972年10月 - 創立5周年記念式典・校歌発表会・記念文化祭挙行。
- 1972年11月 - 柔剣道場竣工。
- 1976年6月 - 柔道部・羽球部が県大会優勝。
- 1977年2月 - 小体育館竣工。
- 1977年11月 - 創立10周年記念式典・記念講演会・記念文化祭挙行。
- 1980年6月 - 羽球部が県大会団体優勝。
- 1981年6月 - 陸上競技部・自転車部がインターハイ出場。
- 1981年11月 - 工業化学製造プラント実習室竣工。
- 1988年10月 - 創立20周年記念式典・記念講演会・記念文化祭挙行。
- 1990年9月 - グラウンド改修工事竣工、以後数年間、CAD実習室・FA実習室・家庭科実習棟が竣工。
- 1997年10月 - 創立30周年記念式典・記念講演会・記念文化祭挙行、校章設置。
- 1998年4月1日 - 工業化学科募集停止。
- 2000年3月31日 - 工業化学科閉科。
- 2004年8月 - 陸上競技部がインターハイハンマー投げで準優勝。
- 2006年4月1日 - 新潟県立新発田南高等学校の工業系学科と統合、募集停止。
- 2007年10月27日 - 閉校記念式典、惜別の会挙行。
- 2008年3月 - 卒業式挙行、閉校。

## 交通
- JR東日本羽越本線坂町駅より徒歩20分、平木田駅より徒歩15分

※原付バイク及び自転車での通学も可能（学校からの距離制限有り）。雪が降ると禁止になる。

## 学校行事
- 4月 - 入学式
- 5月 - 遠足、中間考査
- 6月 - 体育祭
- 7月 - 期末考査
- 9月 - 2年修学旅行
- 10月 - 中間考査、マラソン大会
- 11月 - 文化祭
- 12月 - 期末考査
- 2月 - 課題研究発表会、学年末考査
- 3月 - 卒業式